# Weil-Vermutung
Die Weil-Vermutungen, die seit ihrem endgültigen Beweis 1974 Theoreme sind, waren seit ihrer Formulierung durch André Weil 1949 über lange Zeit eine treibende Kraft im Grenzgebiet zwischen Zahlentheorie und algebraischer Geometrie.
Sie machen Aussagen über die aus der Anzahl der Lösungen algebraischer Varietäten über endlichen Körpern gebildeten erzeugenden Funktionen, den so genannten lokalen Zetafunktionen. Weil vermutete, dass diese rationale Funktionen sind, sie einer Funktionalgleichung gehorchen, und dass die Nullstellen sich auf bestimmten geometrischen Örtern befinden (Analogon zur Riemannschen Vermutung), ähnlich wie bei der Riemannschen Zetafunktion als Trägerin von Informationen über die Verteilung der Primzahlen. Außerdem vermutete er, dass ihr Verhalten von bestimmten topologischen Invarianten der zugrundeliegenden Mannigfaltigkeiten bestimmt wird.

## Motivation und Geschichte
Der Fall algebraischer Kurven über endlichen Körpern wurde von Weil selbst bewiesen. Davor hatte schon Helmut Hasse die Riemannhypothese für den Fall elliptischer Kurven (Geschlecht 1) bewiesen. In dieser Beziehung waren viele der Weil-Vermutungen auf natürliche Weise in die Hauptentwicklungen dieses Bereiches eingebettet und von Interesse z. B. für die Abschätzung exponentieller Summen der analytischen Zahlentheorie. Überraschend war nur das Auftauchen topologischer Konzepte (Bettizahlen der zugrundeliegenden Räume, Fixpunktsatz von Lefschetz u. a.), die die Geometrie über endlichen Körpern (also in der Zahlentheorie) bestimmen sollten. Weil selbst soll sich nie ernsthaft um die Beweise im allgemeinen Fall gekümmert haben, da seine Vermutungen die Notwendigkeit der Entwicklung neuer topologischer Konzepte in der algebraischen Geometrie nahelegten. Die Entwicklung dieser Konzepte durch die Grothendieck-Schule brauchte 20 Jahre (für die Riemannvermutung war die étale Kohomologie nötig). Zuerst wurde 1960 die Rationalität der Zetafunktion durch Bernard Dwork mit p-adischen Methoden bewiesen. 1964 gab Grothendieck dafür einen allgemeineren l-adischen Beweis und er bewies auch in den 1960er Jahren die zweite und vierte Weilvermutung (mit Michael Artin und Jean-Louis Verdier). Den schwierigsten und letzten Teil der Weil-Vermutungen, die Analoga zur Riemann-Hypothese, bewies der Grothendieck-Schüler Pierre Deligne 1974. Deligne bewies 1980 in einem zweiten Beweis (La conjecture de Weil II) eine Verallgemeinerung der Weil-Vermutungen, mit der er den harten Lefschetz-Satz, ein Teil der Standardvermutungen von Grothendieck, beweisen konnte. Sein zweiter Beweis benutzte ein Analogon des Beweises des Primzahlsatzes von Jacques Hadamard und Charles-Jean de La Vallée Poussin, der über die Nichtexistenz einer Nullstelle der Riemannschen Zetafunktion mit Realteil 1 geführt wurde (von Deligne auf L-Funktionen übertragen). Gérard Laumon  vereinfachte 1987 den Beweis, indem er die von Deligne eingeführte l-adische Fouriertransformation benutzte und ein Analogon zur klassischen Abschätzung von Gauß-Summen.
Grothendieck war mit dem Beweis von Deligne unzufrieden, da er nach seiner Meinung bei der Riemannvermutung eine „Trickserei“ mit Modulformen benutzte (ein klassisches Ergebnis von Robert Alexander Rankin). Seiner Meinung nach sollte der Beweis über die Theorie der Motive und seine Fundamentalvermutungen (Standard conjectures) über algebraische Zyklen erfolgen (noch heute weitgehend offen und sogar als schwer angreifbar geltend) und skizzierte eine Ableitung aus diesen, wie auch unabhängig zur gleichen Zeit Enrico Bombieri auf diese Vermutungen kam. Grothendieck besuchte 1973 am IHES das Seminar, in dem Deligne seinen Beweis vorstellte und diskutierte mit Deligne, war aber am Beweis der Riemannvermutung aus besagten Gründen nicht interessiert.

## Formulierung der Weil-Vermutungen
{\displaystyle X} sei eine nicht-singuläre {\displaystyle n}-dimensionale projektive algebraische Varietät über dem endlichen Körper {\displaystyle F_{q}} mit {\displaystyle q} Elementen. Dann ist die Zetafunktion {\displaystyle \zeta (X,\ s)} von {\displaystyle X} definiert als Funktion einer komplexen Zahl {\displaystyle s} durch:
{\displaystyle \zeta (X,s)=\exp \left(\sum _{m=1}^{\infty }{\frac {N_{m}}{m}}(q^{-s})^{m}\right)}, wobei
{\displaystyle N_{m}} die Zahl der Punkte von {\displaystyle X} über dem Körper der Ordnung {\displaystyle q^{m}} ist.
Die Weil-Vermutungen lauten:
1. (Rationalität) {\displaystyle \zeta (X,\ s)} ist eine rationale Funktion von {\displaystyle T=q^{-s}}. Genauer, {\displaystyle \zeta (X,\ s)=\prod _{i=0}^{2n}\,P_{i}(q^{-s})^{(-1)^{i+1}}={\frac {P_{1}(T)\dotsb P_{2n-1}(T)}{P_{0}(T)\dotsb P_{2n}(T)}}}, wobei jedes {\displaystyle P_{i}(T)} ein Polynom mit ganzzahligen Koeffizienten ist, das über den komplexen Zahlen in der Form {\displaystyle \prod _{j}(1-\alpha _{i,j}T)} faktorisiert. Weiterhin ist {\displaystyle P_{0}(T)=1-T}, {\displaystyle P_{2n}(T)=1-q^{n}T}.
2. (Funktionalgleichung und Poincaré-Dualität) {\displaystyle \zeta (X,\ n-s)=\pm q^{E({\frac {n}{2}}-s)}\zeta (X,\ s)}, wobei {\displaystyle E} die Euler-Charakteristik von {\displaystyle X} ist. Dabei werden die Zahlen {\displaystyle {\frac {q^{n}}{\alpha _{i,j}}}} auf die Zahlen {\displaystyle \alpha _{2n-i,j}} abgebildet.
3. (Riemann-Vermutung) {\displaystyle |\alpha _{i,j}|=q^{\tfrac {i}{2}}} für alle {\displaystyle 1\leq i\leq n-1} und alle {\displaystyle j}. Das ist das Analogon der Riemannhypothese und der schwierigste Teil der Vermutungen. Sie kann auch so formuliert werden, dass alle Nullstellen von {\displaystyle P_{k}(q^{-s})} auf der kritischen Geraden in der Zahlenebene der {\displaystyle s} liegen mit Realteil {\displaystyle {\tfrac {k}{2}}}.
4. (Betti-Zahlen) Falls {\displaystyle X} eine gute Reduktion mod {\displaystyle p} einer nicht-singulären komplex projektiven Varietät {\displaystyle Y} ist, ist der Grad von {\displaystyle P_{i}} die {\displaystyle i}-te Betti-Zahl von {\displaystyle Y}.

## Beispiele

### Die projektive Gerade
Das außer dem Punkt einfachste Beispiel ist der Fall der projektiven Geraden {\displaystyle X}. Die Anzahl der Punkte von {\displaystyle X} über einem Körper mit {\displaystyle q^{m}} Elementen ist
{\displaystyle N_{m}=q^{m}+1} (wobei die „{\displaystyle +1}“ vom „Punkt im Unendlichen“ stammt). Die Zetafunktion ist {\displaystyle {\tfrac {1}{({1-q}^{-s})({1-q}^{1-s})}}}. Die weitere Überprüfung der Weil-Vermutungen ist einfach.

### Projektiver Raum
Der Fall des {\displaystyle n}-dimensionalen projektiven Raumes ist nicht viel schwieriger.
Die Zahl der Punkte von {\displaystyle X} über einem Körper mit {\displaystyle q^{m}} Elementen ist
{\displaystyle N_{m}=1+q^{m}+q^{2m}+\cdots +q^{nm}}. Die Zetafunktion ist
{\displaystyle {\frac {1}{({1-q}^{-s})({1-q}^{1-s})({1-q}^{2-s})\cdots ({1-q}^{n-s})}}}.
Wieder lassen sich die Weil-Vermutungen leicht überprüfen.
Der Grund, warum projektive Gerade und Raum so einfach sind, liegt darin, dass sie als disjunkte Kopien einer endlichen Zahl affiner Räume geschrieben werden können. Für ähnlich strukturierte Räume wie Grassmann-Varietäten ist der Beweis ebenso einfach.

### Elliptische Kurven
Der erste nicht-triviale Fall der Weilvermutungen sind elliptische Kurven. Diese wurden bereits in den 1930er Jahren von Helmut Hasse behandelt.
Sei {\displaystyle E} eine elliptische Kurve über einem endlichen Körper mit {\displaystyle q} Elementen. Dann gilt für die Anzahl {\displaystyle N_{m}} der Punkte von {\displaystyle E} über einer Körpererweiterung mit {\displaystyle q^{m}} Elementen die Formel
{\displaystyle N_{m}=q^{m}+1-\alpha ^{m}-\beta ^{m}},
wobei {\displaystyle \alpha } und {\displaystyle \beta } zueinander komplex konjugiert sind und jeweils Absolutwert {\displaystyle {\sqrt {q}}} haben (Riemannsche Vermutung). Die Zetafunktion der elliptischen Kurve ist
{\displaystyle \zeta (E,s)={\frac {(1-\alpha q^{-s})(1-\beta q^{-s})}{(1-q^{-s})(1-q^{1-s})}}}.

### Hyperelliptische Kurven
Elliptische Kurven sind hyperelliptische Kurven vom Geschlecht {\displaystyle g=1}. Eine hyperelliptische Kurve {\displaystyle C} von beliebigem Geschlecht {\displaystyle g\in \mathbb {N} } über einem endlichen Körper {\displaystyle F_{q}} kann gegeben werden durch eine Gleichung
{\displaystyle C:y^{2}+h(x)y=f(x)}
mit einem Polynom {\displaystyle h(x)\in F_{q}[x]}, dessen Grad höchstens {\displaystyle g} beträgt, und einem normierten Polynom {\displaystyle f(x)\in F_{q}[x]} vom Grad {\displaystyle 2g+1}. Bezeichnet {\displaystyle {\bar {F}}_{q}} einen algebraischen Abschluss von {\displaystyle F_{q}}, so ist eine solche Kurve nicht-singulär genau dann, wenn keiner der Punkte {\displaystyle (x,y)\in {\bar {F}}_{q}\times {\bar {F}}_{q}}, der der Gleichung {\displaystyle C} genügt, auch die beiden partiellen Ableitungsgleichungen {\displaystyle 2y+h(x)=0} und {\displaystyle h'(x)y-f'(x)=0} erfüllt.
Nach Hinzunahme des „unendlich fernen Punktes“ {\displaystyle \infty }, welcher nicht-singulär ist, wird aus {\displaystyle C} eine nicht-singuläre, eindimensionale, projektive, algebraischen Varietät {\displaystyle X}, die über {\displaystyle F_{q}} definiert ist. {\displaystyle X} erfüllt also die Voraussetzungen der Weil-Vermutungen.
Es bezeichne nun {\displaystyle N_{m},m\in \mathbb {N} }, die Anzahl der Punkte {\displaystyle (x,y)\in F_{q^{m}}\times F_{q^{m}}}, die die Gleichung {\displaystyle C} erfüllen, wobei der unendlich ferne Punkt bei allen {\displaystyle N_{m}} mitgezählt wird. Auf Grund der Rationalität nach Weil gilt für die Zeta-Funktion von {\displaystyle X} :
{\displaystyle \zeta (X,s)\,{\stackrel {\rm {Def.}}{=}}\,\exp \left(\sum _{m=1}^{\infty }{\frac {N_{m}}{m}}(q^{-s})^{m}\right)\,{\stackrel {\rm {Weil}}{=}}\,\prod _{i=0}^{2}\,P_{i}(q^{-s})^{(-1)^{i+1}}={\frac {P_{1}(T)}{(1-T)(1-qT)}},\quad T=q^{-s},}
mit einem ganzzahligen Polynom {\displaystyle P_{1}(T)\in \mathbb {Z} [T]}, welches den Grad {\displaystyle 2g} besitzt. Wegen der Riemann-Vermutung (hier also: {\displaystyle |\alpha _{1,j}|=q^{1/2}} für alle {\displaystyle j=1,\ldots ,2g}) muss {\displaystyle P_{1}(T)} die folgende, spezielle Gestalt haben (vergleiche die Koeffizienten bei {\displaystyle T^{j}} mit denen bei {\displaystyle T^{2g-j}}):
{\displaystyle P_{1}(T)=1+c_{1}T+\ldots +c_{g-1}T^{g-1}+c_{g}T^{g}+qc_{g-1}T^{g+1}+\ldots +q^{g-1}c_{1}T^{2g-1}+q^{g}T^{2g}.}
Die Euler-Charakteristik von {\displaystyle X} ist {\displaystyle E={\text{grad}}(P_{0})-{\text{grad}}(P_{1})+{\text{grad}}(P_{2})=2-2g}, also 0 im Fall von elliptischen Kurven und -2 im Fall von hyperelliptischen Kurven vom Geschlecht 2.
Betrachte als konkretes Geschlecht-2-Beispiel die hyperelliptische Kurve
{\displaystyle C:y^{2}+y=x^{5}.}
Man kann sie zunächst als Kurve {\displaystyle C/\mathbb {Q} } auffassen, die über den rationalen Zahlen {\displaystyle \mathbb {Q} } definiert ist. Bei allen von 5 verschiedenen Primzahlen {\displaystyle q\in \mathbb {P} } besitzt {\displaystyle C/\mathbb {Q} } gute Reduktion, stellt also nach Reduktion modulo {\displaystyle q\neq 5} eine hyperelliptische Kurve {\displaystyle C/F_{q}:y^{2}+h(x)y=f(x)} vom Geschlecht 2 dar, mit {\displaystyle h(x)=1,f(x)=x^{5}\in F_{q}[x]}. Was die Weil-Polynome {\displaystyle P_{i}(T)} angeht, so gilt beispielsweise für {\displaystyle q=41}:
{\displaystyle \zeta (C/F_{41},s)={\frac {P_{1}(T)}{(1-T)(1-qT)}}={\frac {1-9\cdot T+71\cdot T^{2}-9\cdot 41\cdot T^{3}+41^{2}\cdot T^{4}}{(1-T)(1-41\cdot T)}}.}
Die Werte {\displaystyle c_{1}=-9} und {\displaystyle c_{2}=71} kann man bestimmen, indem man die Anzahl der Lösungen von {\displaystyle y^{2}+y=x^{5}} über {\displaystyle F_{41}} und {\displaystyle F_{41^{2}}} zählt und jeweils 1 für den unendlich fernen Punkt {\displaystyle \infty } hinzuaddiert. Dieses Zählen ergibt {\displaystyle N_{1}=33} und {\displaystyle N_{2}=1743}. Es gilt dann:
{\displaystyle c_{1}=N_{1}-1-q=33-1-41=-9}   und
{\displaystyle c_{2}=(N_{2}-1-q^{2}+c_{1}^{2})/2=(1743-1-41^{2}+(-9)^{2})/2=71.}
Die Nullstellen von {\displaystyle P_{1}(T)} sind {\displaystyle z_{1}:=0{,}12305+{\sqrt {-1}}\cdot 0{,}09617} und {\displaystyle z_{2}:=-0{,}01329+{\sqrt {-1}}\cdot 0{,}15560} (die angegebenen Real- und Imaginärteile sind nach der fünften Nachkommastelle abgeschnitten) sowie deren komplex Konjugierte {\displaystyle z_{3}:={\bar {z}}_{1}} und {\displaystyle z_{4}:={\bar {z}}_{2}}. In der Faktorisierung {\displaystyle P_{1}(T)=\prod _{j=1}^{4}(1-\alpha _{1,j}T)} ist also {\displaystyle \alpha _{1,j}=1/z_{j}}. Wie im Riemann-Teil der Weil-Vermutungen aufgeführt, gilt in der Tat {\displaystyle |\alpha _{1,j}|={\sqrt {41}}} für {\displaystyle j=1,2,3,4}.
Die zu {\displaystyle C/\mathbb {Q} } gehörende, nicht-singuläre, projektive, komplexe Mannigfaltigkeit hat die Betti-Zahlen {\displaystyle B_{0}=1,B_{1}=2g=4,B_{2}=1}. Wie im vierten Teil der Weil-Vermutungen beschrieben, stimmen diese (topologisch definierten!) Betti-Zahlen mit den Graden der Weil-Polynome {\displaystyle P_{i}(T)} überein, für alle Primstellen {\displaystyle q\neq 5}: {\displaystyle {\rm {grad}}(P_{i})=B_{i},\,i=0,1,2}.

### Abelsche Flächen
Eine abelsche Fläche ist eine zweidimensionale abelsche Varietät. Abelsche Flächen gehören also zu den projektiven, algebraischen Varietäten, die gleichzeitig auch die Struktur einer Gruppe besitzen, und zwar so, dass die Gruppenverknüpfung und Inversenbildung mit der Struktur einer algebraischen Varietät verträglich sind. Elliptische Kurven liefern eindimensionale abelsche Varietäten. Als Beispiel einer abelschen Fläche, die über einem endlichen Körper definiert ist, soll die Jacobische Varietät {\displaystyle X:={\text{Jac}}(C/F_{41})} der Geschlecht-2-Kurve
{\displaystyle C/F_{41}:y^{2}+y=x^{5}}
betrachtet werden, die im Abschnitt über hyperelliptische Kurven vorgestellt wurde. Dort wurde bereits das Polynom {\displaystyle P_{1}(T)=\prod _{j=1}^{4}(1-\alpha _{1,j}T)=1-9\cdot T+71\cdot T^{2}-9\cdot 41\cdot T^{3}+41^{2}\cdot T^{4}} bestimmt. Man kann sich nun überlegen, dass
{\displaystyle M_{1}:=|{\text{Jac}}(C/F_{41})|=P_{1}(1)=\prod _{j=1}^{4}[1-\alpha _{1,j}T]_{T=1}=[1-9\cdot T+71\cdot T^{2}-9\cdot 41\cdot T^{3}+41^{2}\cdot T^{4}]_{T=1}=1-9+71-9\cdot 41+41^{2}=1375=5^{3}\cdot 11}   und
{\displaystyle M_{2}:=|{\text{Jac}}(C/F_{41^{2}})|=\prod _{j=1}^{4}[1-\alpha _{1,j}^{2}T]_{T=1}=[1+61\cdot T+3\cdot 587\cdot T^{2}+61\cdot 41^{2}\cdot T^{3}+41^{4}\cdot T^{4}]_{T=1}=2930125=5^{3}\cdot 11\cdot 2131}
die Anzahlen der Elemente von {\displaystyle {\text{Jac}}(C/F_{41})} und {\displaystyle {\text{Jac}}(C/F_{41^{2}})} sind. Daneben reicht die Kenntnis der beiden Koeffizienten {\displaystyle c_{1}=-3^{2}} und {\displaystyle c_{2}=71}, die in {\displaystyle P_{1}(T)} erscheinen, auch aus, um die {\displaystyle 2\cdot {\text{dim}}(X)+1=5} Weil-Polynome in Bezug auf die Jacobische Varietät {\displaystyle X} zu bestimmen (das Polynom {\displaystyle P_{1}} ist für die Kurve {\displaystyle C/F_{41}} und die abelsche Oberfläche {\displaystyle {\text{Jac}}(C/F_{41})} identisch):
{\displaystyle P_{0}(T)=1-T}
{\displaystyle P_{1}(T)=1-3^{2}\cdot T+71\cdot T^{2}-3^{2}\cdot 41\cdot T^{3}+41^{2}\cdot T^{4}}
{\displaystyle P_{2}(T)=(1-41\cdot T)^{2}\cdot (1+11\cdot T+3\cdot 7\cdot 41\cdot T^{2}+11\cdot 41^{2}\cdot T^{3}+41^{4}\cdot T^{4})}
{\displaystyle P_{3}(T)=1-3^{2}\cdot 41\cdot T+71\cdot 41^{2}\cdot T^{2}-3^{2}\cdot 41^{4}\cdot T^{3}+41^{6}\cdot T^{4}}
{\displaystyle P_{4}(T)=1-41^{2}\cdot T}
Wovon man sich leicht überzeugt: die Kehrwerte {\displaystyle \alpha _{i,j}} der Nullstellen von {\displaystyle P_{i}(T)} haben in der Tat den erwarteten Absolutbetrag von {\displaystyle 41^{i/2}}. Und tatsächlich bildet {\displaystyle \alpha _{i,j}\longmapsto 41^{2}/\alpha _{i,j},j=1,\ldots ,{\text{grad}}(P_{i}),} die Kehrwerte der Nullstellen von {\displaystyle P_{i}(T)} auf die Kehrwerte der Nullstellen von {\displaystyle P_{4-i}(T)} ab. Eine nicht-singuläre, komplexe, projektive, algebraische Varietät {\displaystyle Y}, welche sich bei {\displaystyle q=41} gut zu {\displaystyle X={\text{Jac}}(C/F_{41})} reduziert, muss zwingend die Betti-Zahlen {\displaystyle B_{0}=B_{4}=1,B_{1}=B_{3}=4,B_{2}=6} besitzen. Denn dies sind die Grade der Polynome {\displaystyle P_{i}(T).} Die Euler-Charakteristik {\displaystyle E} von {\displaystyle X} ist die alternierende Summe dieser Grade/Betti-Zahlen: {\displaystyle E=1-4+6-4+1=0}. Für die Zeta-Funktion von {\displaystyle X} gilt, mit {\displaystyle s} als komplexer Variable aus deren Definitionsbereich:
{\displaystyle \zeta ({\text{Jac}}(C/F_{41}),s)\,=\,\exp \left(\sum _{m=1}^{\infty }{\frac {M_{m}}{m}}(41^{-s})^{m}\right)\,=\,\prod _{i=0}^{4}\,P_{i}(41^{-s})^{(-1)^{i+1}}={\frac {P_{1}(T)\cdot P_{3}(T)}{P_{0}(T)\cdot P_{2}(T)\cdot P_{4}(T)}},\quad T:=41^{-s}\,{\stackrel {\rm {Def.}}{=}}\,{\text{exp}}(-s\cdot {\text{log}}(41)),}
bzw.
{\displaystyle \sum _{m=1}^{\infty }{\frac {M_{m}}{m}}(41^{-s})^{m}\,=\,\log \left({\frac {P_{1}(T)\cdot P_{3}(T)}{P_{0}(T)\cdot P_{2}(T)\cdot P_{4}(T)}}\right)=1375\cdot T+2930125/2\cdot T^{2}+4755796375/3\cdot T^{3}+7984359145125/4\cdot T^{4}+13426146538750000/5\cdot T^{5}+O(T^{6}).}
Neben den schon bekannten Werten {\displaystyle M_{1}} und {\displaystyle M_{2}} kann man in dieser Taylor-Entwicklung beliebige weitere Anzahlen {\displaystyle M_{m}}, {\displaystyle m\in \mathbb {N} }, von {\displaystyle F_{41^{m}}}-rationalen Elementen der über {\displaystyle F_{41}} definierten Jacobischen Varietät der Kurve {\displaystyle C/F_{41}} ablesen: also z. B. {\displaystyle M_{3}=4755796375=5^{3}\cdot 11\cdot 61\cdot 56701} und {\displaystyle M_{4}=7984359145125=3^{4}\cdot 5^{3}\cdot 11\cdot 2131\cdot 33641}. Dabei folgt aus {\displaystyle m_{1}|m_{2}} stets {\displaystyle M_{m_{1}}|M_{m_{2}}}, denn {\displaystyle {\text{Jac}}(C/F_{41^{m_{1}}})} ist dann eine Untergruppe von {\displaystyle {\text{Jac}}(C/F_{41^{m_{2}}})}.

## Weil-Kohomologie
Weil schlug vor, dass die Vermutungen aus der Existenz einer geeigneten „Weil-Kohomologietheorie“ für Varietäten über endlichen Körpern folgen würden, ähnlich der üblichen Kohomologie mit rationalen Koeffizienten für komplexe Varietäten. Nach seinem Beweisplan sind die Punkte der Varietät {\displaystyle X} über einem Körper der Ordnung {\displaystyle q^{m}} Fixpunkte des Frobenius-Automorphismus {\displaystyle F} dieses Körpers. In der algebraischen Topologie wird die Anzahl der Fixpunkte eines Automorphismus über den Fixpunktsatz von Lefschetz als alternierende Summe der Spuren der Wirkung dieses Automorphismus in den Kohomologiegruppen ausgedrückt. Würden für Varietäten über endlichen Körpern ähnliche Kohomologiegruppen definiert, könnte die Zetafunktion durch diese ausgedrückt werden.
Das erste Problem war nur, dass der Koeffizientenkörper der Weil-Kohomologien nicht der der rationalen Zahlen sein konnte. Man betrachte beispielsweise eine supersinguläre elliptische Kurve über einem Körper der Charakteristik {\displaystyle p}. Der Endomorphismenring dieser Kurve ist eine Quaternionenalgebra über den rationalen Zahlen. Sie sollte entsprechend auf der ersten Kohomologiegruppe wirken, einem 2-dimensionalen Vektorraum. Das ist aber für eine Quaternionalgebra über den rationalen Zahlen unmöglich, falls der Vektorraum über den rationalen Zahlen erklärt ist. Auch die reellen und {\displaystyle p}-adischen Zahlen scheiden aus. In Frage kämen allerdings {\displaystyle l}-adische Zahlen für eine Primzahl {\displaystyle l\not =p}, da die Divisionsalgebra der Quaternionen sich dann aufspaltet und eine Matrix-Algebra wird, die auf 2-dimensionalen Vektorräumen operieren kann. Diese Konstruktion wurde durch Grothendieck und Michael Artin ausgeführt (l-adische Kohomologie).
Für den Beweis der Weil-Vermutungen war die Étale Kohomologie nötig, die von Grothendieck und Michael Artin eingeführt wurde und deren Entwicklung im IHES-Seminar (SGA) erfolgte.

## Verweise
1. ↑  einen elementaren Beweis für algebraische Kurven über endlichen Körpern gab 1969 Sergei Alexandrowitsch Stepanow, dargestellt in  Enrico Bombieri Counting points on curves over finite fields (d’apres Stepanov). In: Seminaire Bourbaki. Nr. 431, 1972/73 (numdam.org [PDF])., Stepanow: On the number of points of a hyperelliptic curve over a prime field, Izvestija Akad.Nauka Bd. 33, 1969, S. 1103, Stepanow Arithmetic of Algebraic Curves 1994
2. ↑  Laumon, Transformation de Fourier, constantes d'équations fonctionnelles et conjecture de Weil, Publications Mathématiques de l'IHÉS, Band 65, 1987, S. 131–210
3. ↑  Allyn Jackson, Comme Appelé du Néant, Notices AMS, Oktober 2004, S. 1203
4. ↑  Kapitel V, Theorem 2.3.1 in Joseph H. Silverman: The Arithmetic of Elliptic Curves. 2. Auflage. Springer, 2009, ISBN 978-0-387-09493-9.
5. ↑  Chapter 6, Definition 5.1 in Neal Koblitz: Algebraic Aspects of Cryptography. 2. Auflage. Springer, 1999, ISBN 3-540-63446-0.
6. ↑  Chapter 6, Theorem 5.1 in Neal Koblitz: Algebraic Aspects of Cryptography. 2. Auflage. Springer, 1999, ISBN 3-540-63446-0.
7. ↑  LMFDB: Genus 2 curve 3125.a.3125.1
8. ↑  Chapter 6, Theorem 5.1 in Neal Koblitz: Algebraic Aspects of Cryptography. 2. Auflage. Springer, 1999, ISBN 3-540-63446-0.
9. ↑  Chapter 7, Paragraph §7B in David Mumford: Algebraic Geometry I, Complex Projective Varieties. 2. Auflage. Springer, 1995, ISBN 3-540-58657-1.
10. ↑  LMFDB: Abelian variety isogeny class 2.41.aj_ct over F(41)
11. ↑  Chapter 6, Paragraph 6.2 in Neal Koblitz: Algebraic Aspects of Cryptography. 2. Auflage. Springer, 1999, ISBN 3-540-63446-0.